# Johann Nepomuk von Caspar
Johann Nepomuk von Caspar (* 20. Juli 1774 in München; † 15. Februar 1858 ebenda) war von 1818 bis 1821 Bürgermeister der Stadt Augsburg.
Caspar war im Rat am Hofgericht und in den Jahren 1808 und 1810 beim Appellationsgericht des Isar-Kreises in München tätig. Von 1810 bis 1818 war er beim Stadtgericht in Augsburg tätig. Dort blieb er beschäftigt, bis er im Oktober 1818 zum Bürgermeister von Augsburg gewählt wurde. Nach seinem Ausscheiden zum Jahresende 1821 ging er in den Rat am königlichen Oberappellationsgericht in München, wo er, später auch als Mitglied des oberberggerichtlichen Senats, bis zu seiner Pensionierung im Mai 1838 tätig war.